# Grazzano Badoglio
Grazzano Badoglio ist eine Gemeinde in der italienischen Provinz Asti (AT), Region Piemont. Ursprünglich hieß der Ort Grazzano Monferrato und wurde später zu Ehren Pietro Badoglios umbenannt.

## Lage und Einwohner
Grazzano Badoglio liegt 23 km nördlich von der Provinzhauptstadt Asti entfernt. Das Gemeindegebiet umfasst eine Fläche von 10 km² und hat 556 Einwohner (Stand 31. Dezember 2023). Die Nachbargemeinden sind Casorzo, Grana, Moncalvo, Ottiglio und Penango. 

## Geschichte

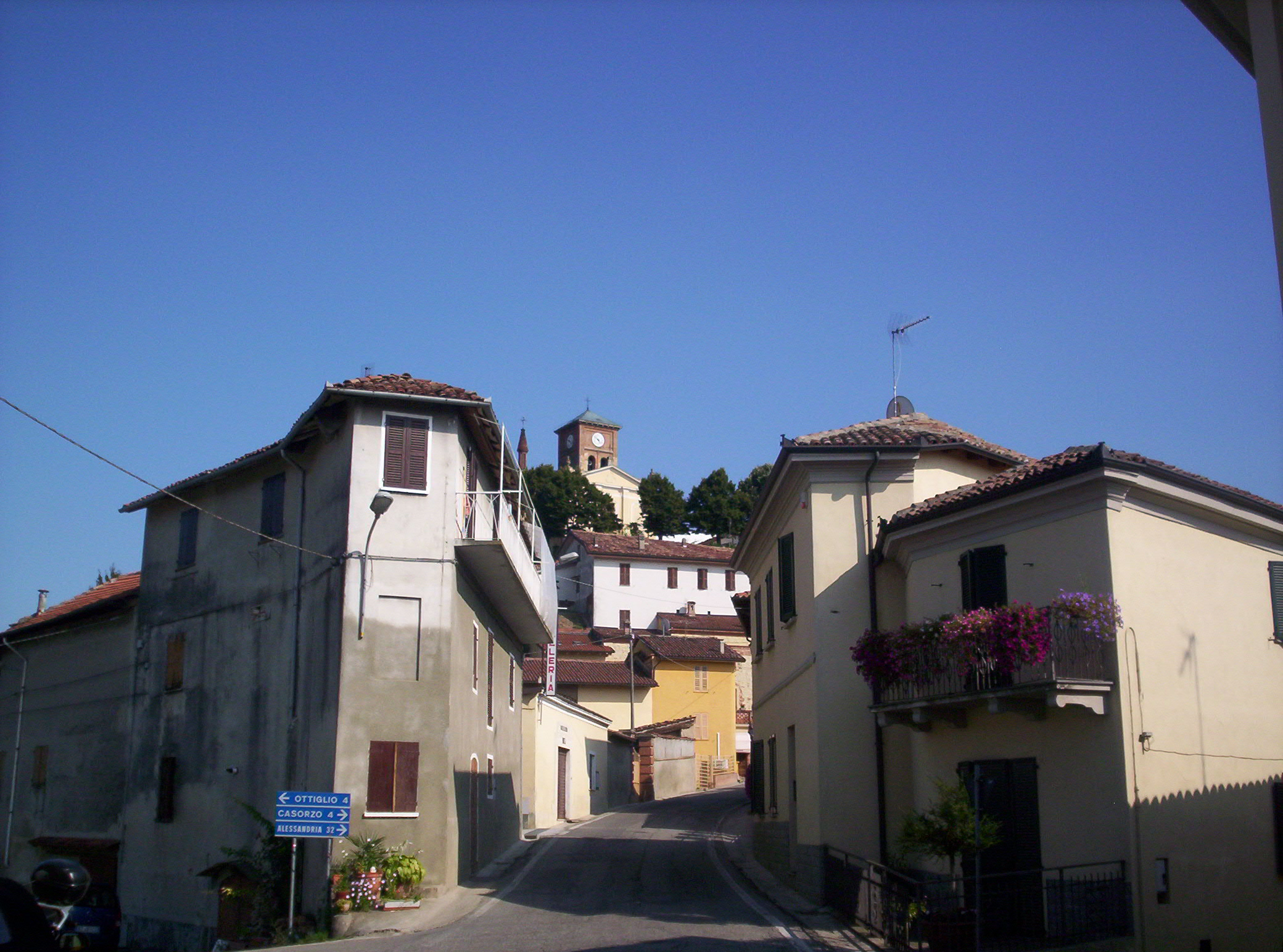
Grazzano Badoglio

Der Ortsname bezieht sich wahrscheinlich auf den lateinischen Adelsnamen GRACIUS, gefolgt vom Suffix -ANUS, das „Zugehörigkeit“ anzeigt. Die zweite Hypothese besagt jedoch, dass der Name direkt vom lombardischen Namen „Gracianus“ abgeleitet ist. Darüber hinaus wurde 1939 der zweite Teil des Namens der Gemeindehauptstadt, der ursprünglich Monferrato lautete, in „Badoglio“ geändert, zu Ehren des an diesem Ort geborenen italienischen Stabschefs. 
Das Gebiet ist seit der Römerzeit besiedelt und der Fund einer Grabstele stützt diese Hypothese. Das Schicksal des Dorfes war immer mit dem der Familie Monferrato verbunden, bis es 1408 unter die Gerichtsbarkeit des Kirchenstaates gelangte. Zwischen der Familie Monferrato und der Kirche kam es zu heftigen Auseinandersetzungen, um um die Vorherrschaft über das Gebiet zu wetteifern. Die Konflikte dauerten auch nach 1708 an, dem Jahr, in dem es in den Besitz des Hauses Savoyen gelangte. 
Das älteste Denkmal ist die Abtei, die 961 vom Marquis Alearmo erbaut wurde. Von dem antiken Gebäude sind jedoch nur noch wenige Ruinen übrig. Das beeindruckendste Bauwerk im Dorf ist der Glockenturm der Pfarrkirche Santi Vittore e Corona. Sowohl die Pfarrkirche als auch der Glockenturm wurden in den Jahren zwischen dem 18. und 19. Jahrhundert mehrfach renoviert. Besonders hervorzuheben ist die Mauer auf dem zentralen Platz aus dem 19. Jahrhundert, die zur Ausübung einer im Monferrato immer noch sehr beliebten Sportart, dem elastischen Ballspiel, genutzt wurde. In der Nähe sticht der Bau der Wallfahrtskirche Madonna dei Monti hervor.

## Kulinarische Spezialitäten
In Grazzano Badoglio werden Reben der Sorte Barbera für den Barbera d’Asti, einen Rotwein mit DOCG-Status, sowie für den Barbera del Monferrato angebaut.

## Söhne und Töchter der Stadt
- Pietro Badoglio (1871–1956), italienischer Marschall und Politiker